# Schaaktoernooien in 2005
Vanwege de lengte is deze pagina verdeeld in:
- Schaaktoernooien in de eerste helft van 2005
- Schaaktoernooien in de tweede helft van 2005